# 1813 en arts plastiques
| Années des arts plastiques : 1810 - 1811 - 1812 - 1813 - 1814 - 1815 - 1816    |
| Décennies des arts plastiques : 1780 - 1790 - 1800 - 1810 - 1820 - 1830 - 1840 |

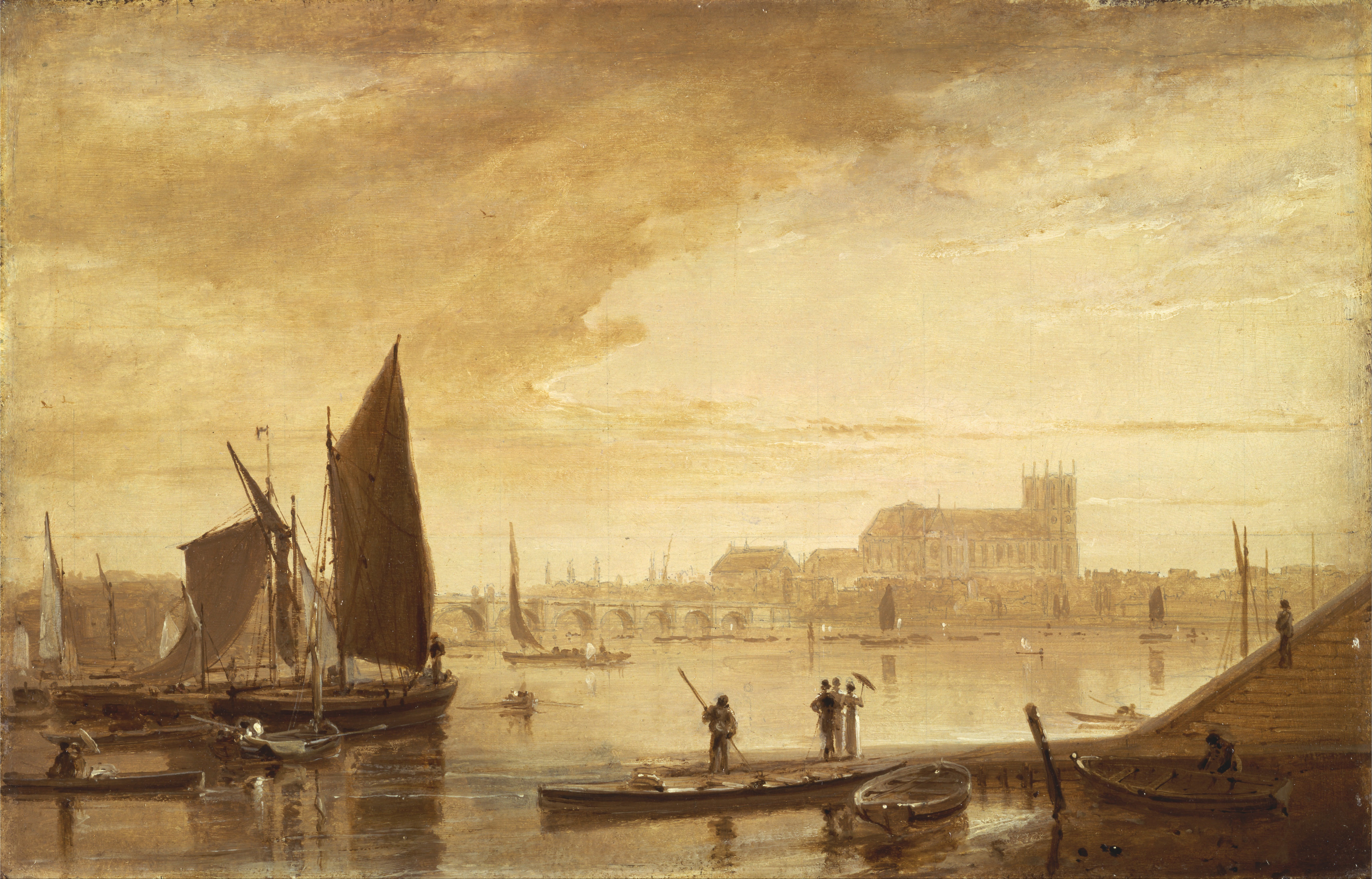
William Daniell - Westminster Bridge and Abbey.

Cette page concerne l'année 1813 en arts plastiques.

## Événements
- 1er mai : Ouverture du Salon de Bruxelles de 1813, seconde édition d'une exposition d'œuvres d'artistes vivants.

## Naissances
- 25 janvier : Hippolyte Lavoignat, graveur sur bois et peintre français († 24 octobre 1896),
- 27 janvier : 
  - Eugène Cicéri, peintre, dessinateur, lithographe et aquarelliste français († 20 avril 1890),
  - Eugène Leygue, peintre français († 4 août 1877),
- 31 janvier : Aline Alaux, peintre et dessinatrice française († 12 octobre 1856),
- 17 mars : Giuseppe Mancinelli, peintre italien de l'école napolitaine  († 1875),
- 25 mars : Auguste Galimard, peintre, lithographe, créateur de vitraux et critique d'art français († 16 janvier 1880),
- 3 avril : Herman Henry op der Heyden, peintre néerlandais († 21 décembre 1857),
- 23 avril : Charles Vernier, caricaturiste et lithographe français († 2 août 1892),
- 9 mai : Tompkins H. Matteson, peintre américain († 2 février 1884),
- 13 mai : Karl Girardet, peintre, graveur et illustrateur français († 24 avril 1871),
- 23 mai : Charles Jacque, peintre animalier et graveur français de l'École de Barbizon († 7 mai 1894),
- 13 juin : Paul-Dominique Gourlier, peintre paysagiste français († 7 mars 1869),
- 24 juin : Giuseppe Sabatelli, peintre italien († 27 juillet 1843),
- 26 août : Nicaise De Keyser, peintre belge († 17 juillet 1887),
- 15 octobre : Antonietta Bisi, peintre italienne († 16 août 1866),
- 9 décembre : Alexandre Laemlein, peintre, graveur, lithographe français d'origine allemande († 27 avril 1871),
- 14 décembre : Léon Alègre, peintre, historien régionaliste et collectionneur français († 27 novembre 1884),
- 19 décembre : Luigi Mussini, peintre italien († 18 juin 1888).
- ? :
  - Diana Conyngham Ellis, artiste botanique irlandaise († 4 mai 1851).
  - Célestin Nanteuil, peintre, graveur et illustrateur français († 3 septembre 1873),
  - Eliseo Sala, peintre italien († 1879).

## Décès
- 13 octobre : Angelo Gottarelli, peintre italien (° 1740),
- Octobre : Martin Marvie, graveur français (° janvier 1713),
- 14 novembre : Jean-Pierre Houël, graveur, dessinateur et peintre français (° 28 juin 1735),
- 23 décembre : Esprit Antoine Gibelin, peintre et archéologue français (° 17 août 1739),
- ? :
  - Felipe Abás Aranda, peintre espagnol (° 1777),
  - Alessandro Longhi, peintre et graveur italien de l’école vénitienne (° 12 juin 1733).